# آلفردو تورس
آلفردو تورس (اسپانیایی: Alfredo Torres‎; ۳۱ مهٔ ۱۹۳۵ – ۱۰ نوامبر ۲۰۲۲) بازیکن و مربی فوتبال اهل مکزیک بود.
از باشگاه‌هایی که در آن بازی کرده‌است می‌توان به باشگاه فوتبال اطلس اشاره کرد.
وی همچنین در تیم ملی فوتبال مکزیک بازی کرده‌است.